# Tectòsages
Els tectòsages o volques tectòsages (en llatí: Volcae Tectosages, en grec antic Οὐόλκαι Τεκτοσάγες) van ser una de les tribus de gals volques que es van establir a l'Àsia Menor. Eren originaris de la regió de Tolosa, segons diu Claudi Ptolemeu.
Els tectòsages vivien entre els rius Sangàrios i Halis. La seva principal ciutat va ser Ancira. Els pobles balcànics van expulsar els tectòsages cap al segle iii aC que van emigrar a la regió entre el Rosselló i el Roine i van adoptar el nom de volques tectòsages. Més tard, es van instal·lar la regió de Besiers cap a l'oest, i una part ja s'havia establert a Galàcia. A partir de l'any 120 aC, van adoptar la cultura romana.

## Lutevans
Els lutevans (llatí Lutevani) van ser un poble gal que vivia a la regió de l'actual Lodève, o Forum Neroniensis. Eren considerats una branca dels tectòsages. Lodeva era anomenada pels gals com a Luteva, Loteva o Lodeva i pels romans Forum Neronis, que era el seu centre i vila principal, si Titus Livi té raó. Gaudien de dret llatí.